# Kellerberge nordöstlich Gardelegen
Kellerberge nordöstlich Gardelegen este o arie protejată (arie specială de conservare — SAC, sit de importanță comunitară — SCI) din Germania întinsă pe o suprafață de 116 ha, integral pe uscat.

## Localizare
Centrul sitului Kellerberge nordöstlich Gardelegen este situat la coordonatele 52°32′25″N 11°27′15″E / 52.5403°N 11.4542°E.

## Înființare
Situl Kellerberge nordöstlich Gardelegen a fost declarat sit de importanță comunitară în octombrie 2000 pentru a proteja 1 specie de animale. Situl a fost protejat și ca arie specială de conservare în decembrie 2018.

## Biodiversitate
Situată în ecoregiunea continentală, aria protejată conține 2 habitate naturale: Pajiști uscate europene, Păduri acidofile de stejar bătrân cu Quercus robur pe câmpii nisipoase.
La baza desemnării sitului se află o specie protejată de  nevertebrate: rădașcă (Lucanus cervus)
Pe lângă speciile protejate, pe teritoriul sitului au mai fost identificate 1 specie de amfibieni, 2 specii de mamifere, 9 specii de nevertebrate, 1 specie de reptile.